# Ежовая (гора)
Ежовая — гора на Среднем Урале, в Кировградском муниципальном округе Свердловской области, Россия. Относится к горному хребту Весёлых гор. В окрестностях находится город Кировград, на горе расположен популярный одноимённый горнолыжный курорт Свердловской области.

## Географическое положение
Гора Ежовая расположена на правом берегу реки Тагил, в 6 километрах к западу от города Кировграда. Высота вершины горы — 556,8 метра.

## Описание
Склоны горы Ежовой пологие и становятся круче по мере подъёма. Гора полностью покрыта смешанным лесом, за исключением мест нахождения самой лыжной базы. Местами на склонах и верхушке имеются небольшие скальные выходы.
На склоне находится два рудника:
- «Ежовский» — разработка рудника началась в 1812 году. Добываемая медная руда шла на Калатинский завод. Затем добыча несколько раз приостанавливалась и вновь начиналась. Последний раз добыча руды производилась в 1937 году, но из-за сильного притока воды от протекающей рядом реки Тагил Ежовский рудник был окончательно заброшен.
- «Ново-Ежовский» — медный рудник, который находился выше по склону горы, чем Ежовский рудник, примерно посередине горы Ежовой. Разрабатывался с 1967 по 1991 годы. Рудная зона месторождения уходила вглубь до 550 метров и вширь на 650 метров. Состояла из трёх рудных тел. В настоящее время на месте этого рудника сохранилось два обвалившихся ствола шахт глубиной до 60 метров.

## Горнолыжный курорт
Горнолыжный комплекс был открыт в 1999 году. На территории комплекса расположено 8 трасс (с искусственным освещением в тёмное время суток). Действует 8 подъёмников. Есть ресторан, бар и кафе, детская комната, гостиница и пункт проката.

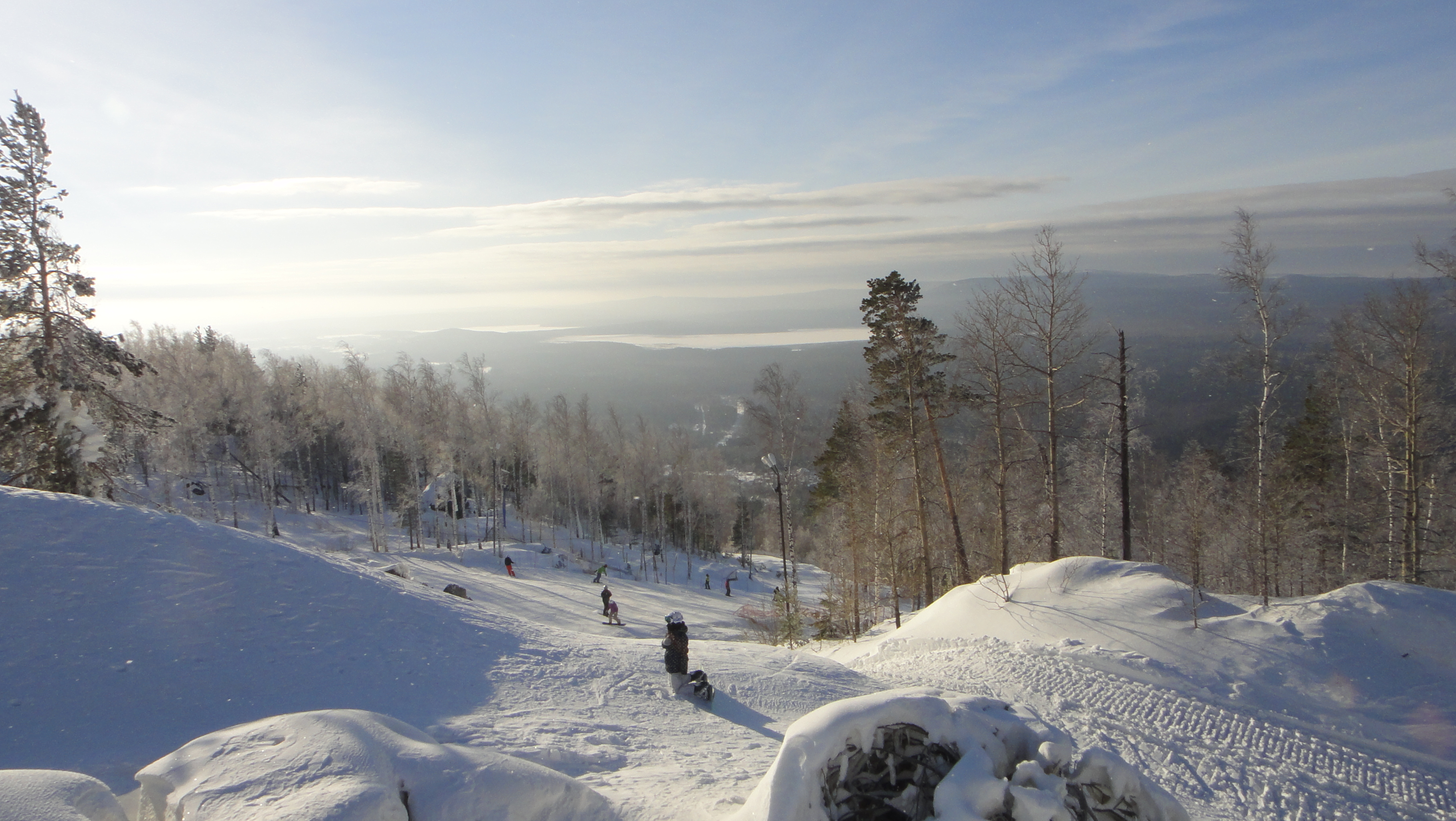
Склон Большой Карман
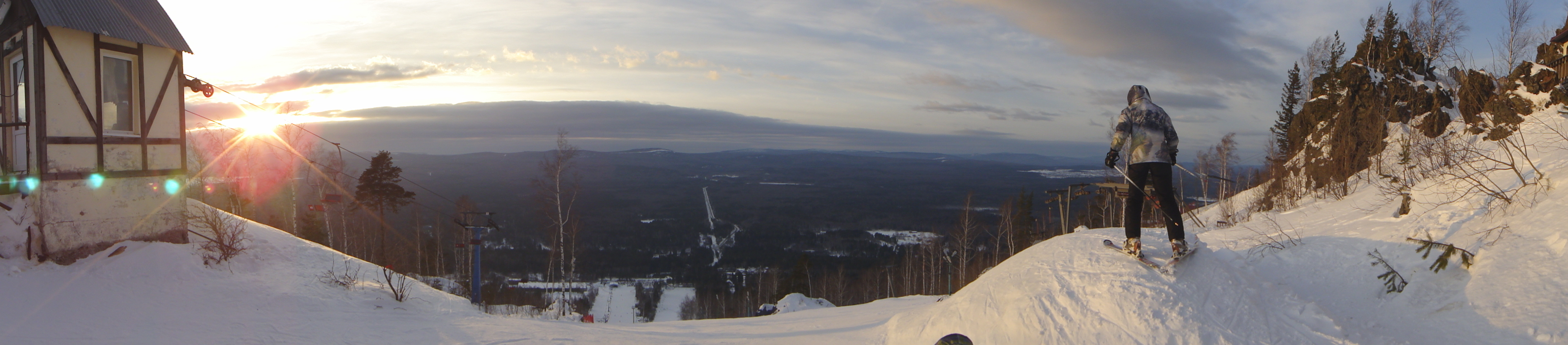
Вид с вершины склона Ганс
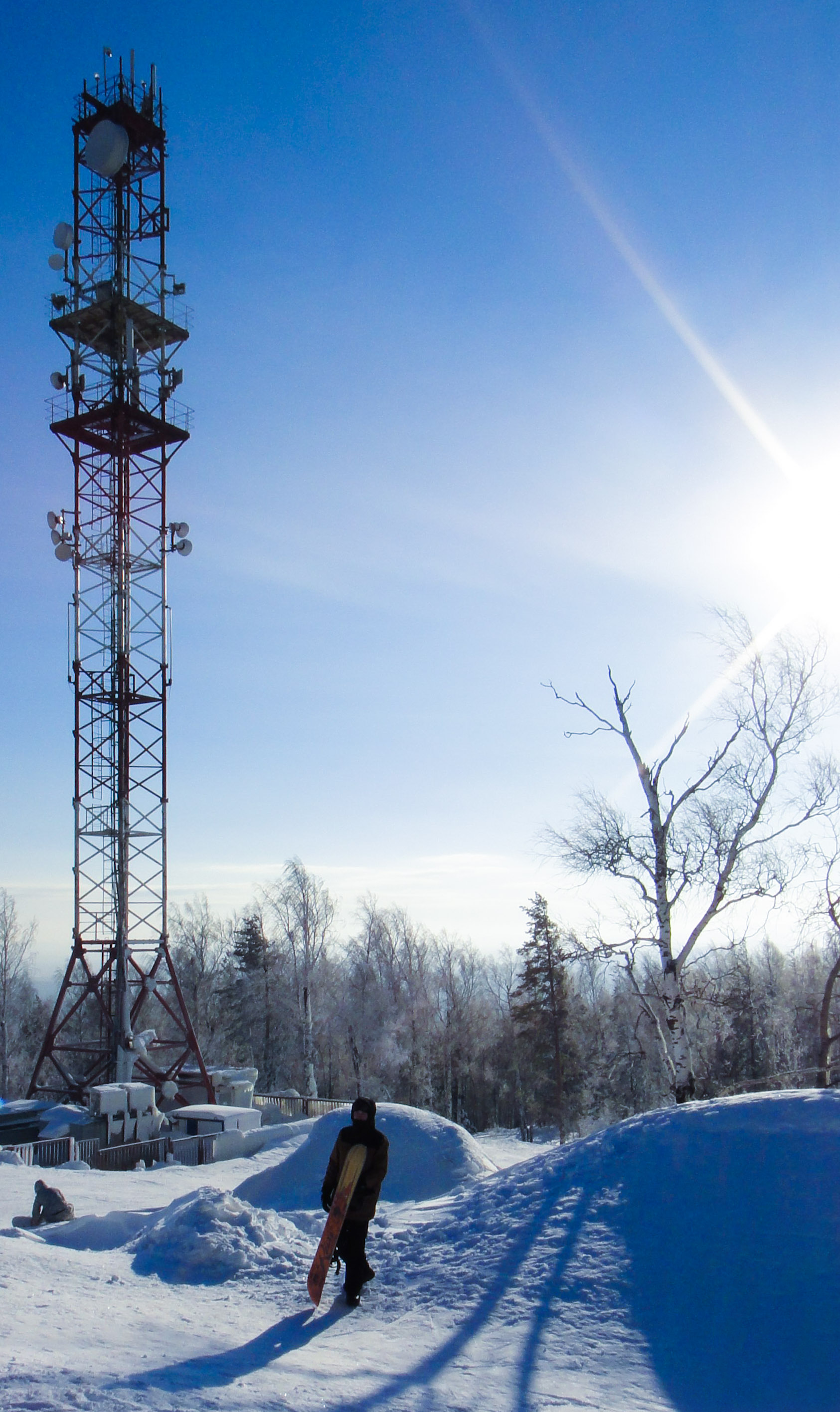
На горе Ежовой